# Espace vert écologique
Pour les articles homonymes, voir Ève (homonymie).
 (mai 2015).
La notion d’espace vert écologique (EVE) ou de gestion écologique des espaces verts s'apparente à la gestion différenciée des espaces verts, mais va plus loin en s'appuyant sur les trois piliers du développement durable (environnement, économie, social) et sur un ensemble de critères et domaines d'action.

## Critères
Les premiers projets de référentiels français ont listé les critères suivants, comme devant a minima être pris en compte : 
- une gestion différenciée (ou, mieux, un plan de gestion) ;
- l'eau comme ressource rare à économiser ;
- le sol comme organisme vivant à nourrir et protéger ;
- zéro produit de synthèse (engrais, pesticides), zéro OGM ;
- l'accroissement de la biodiversité végétale et animale ;
- l'économie de l'énergie et le recours aux énergies renouvelables ;
- la réduction du bruit et de la pollution de l'air due aux machines ;
- le recyclage des déchets, en particulier la fabrication de compost ;
- le savoir-faire des jardiniers et l'information du public.

## Éco labellisation
En France, un référentiel (cahier des charges) définissant des objectifs à atteindre dans chacun des domaines listés a été élaboré par Écocert à partir de 2005, en collaboration avec la mairie de Paris. Le label EVE (Espaces végétaux écologiques) a depuis été attribué à plus de 150 sites, en France comme à l’étranger, par exemple au parc de la Villette, labellisé depuis 2010. Fin 2008, il y avait à Paris 63 jardins, squares ou parcs satisfaisant aux exigences de ce cahier des charges de gestion écologique des espaces verts. Il existe également un référentiel complémentaire, « Professionnel S’EVE », créé en 2015 par Écocert. Destiné aux professionnels du secteur du paysage, il combine les pratiques écologiques de création et d’entretien des espaces végétaux et l’engagement environnemental des entreprises.
L'expérience du label EVE a fait des émules dans le secteur public (collectivités) et privé (dont Plante & Cité), sous l'égide notamment de l'Association française des directeurs de jardins et d'espaces verts publics qui ont préparé un autre référentiel et un nouveau label : le label « EcoJardin », lié aux espaces verts écologiques publics ou privés, ouverts au public (qu'ils soient gérés en régie ou par une entreprise), un référentiel « Espaces naturels aménagés » complète ce dispositif. Un label professionnel S’EVE a aussi été créé pour les professionnels du paysage.
Les cimetières constituent des espaces au potentiel écologique parfois élevé nécessitant des prescriptions spéciales. 
Dans tous les cas, il s'agit aussi d'encourager les communes et parcs privés à se passer de pesticides (cf. axe 7 du plan Écophyto 2018, visant à diviser par deux l'utilisation de pesticides et de mieux contribuer aux trames vertes urbaines et à la protection de la biodiversité.
Le concours Villes et villages fleuris accompagne ces évolutions dans le cadre du plan national, « Restaurer et valoriser la nature en ville » et son comité de suivi.

## Histoire

### La nature en ville…
L'article espace vert définit ce terme et le situe historiquement dans le contexte de l'histoire des jardins. Il se rapporte à des conceptions héritées dans le domaine de l'urbanisme aux hygiénistes du XIXe siècle qui se souciaient de dédensifier l'espace urbain pour que les citadins respirent un air de meilleure qualité.
Le Corbusier reprit cette idée dans sa Charte d'Athènes en 1943. En 1933, au Congrès international d'architecture moderne (CIAM) d'Athènes, il affirme: « Les matériaux de l'urbanisme sont le soleil, l'espace, les arbres, l'acier et le ciment armé, dans cet ordre et dans cette hiérarchie. » Le docteur P. Winter lui déclare : « Notre rôle et le vôtre, aujourd'hui est de restituer la nature à l'Homme, de l'y intégrer. »
Les espaces verts sont nés sous l'égide de la volonté de « donner une plus grande place à la nature au sein même de la ville », ce que les politiques urbaines ont consacré depuis les années 1950 en affectant une certaine part de l'espace à la création d'espaces non bâtis, « libres », généralement plantés, donc « verts ».

### Evolution des espaces verts
Les espaces verts héritent donc de la culture des « jardins à la française », du style du château de Versailles, et de savoir-faire horticoles et paysagers (au sens architectural) au moment où de nouvelles techniques, la motorisation agricole et de nouveaux produits, ceux de l'industrie chimique, prennent leur essor dans l'immédiate après-guerre.
Au fil du temps, les jardiniers se raréfient et les désherbants remplacent la binette dans les allées jusqu'au moment où, dans les années 1980-1990, l'opinion publique s'interroge sur les effets des produits chimiques sur la santé humaine et sur l'environnement.

### Rennes, avant les autres
Dans leur ouvrage Pesticides, un scandale français, Fabrice Nicolino et François Veillerette présentent l'action de Jean Le Ruduler, directeur des espaces verts de la ville de Rennes, de 1966 à 1996. Il est considéré en France comme l'inventeur de la gestion différenciée qu'il a appliquée à Rennes depuis les années 1970-1980.
Reprenons quelques passages de cet ouvrage : « Le Ruduler a compris bien avant d'autres, à la suite de voyages d'étude en Allemagne, aux Pays-Bas et dans les pays scandinaves, que le jardin, avant d'être une valeur économique, est un ensemble écologique. Quelle révolution ! Dès 1966, au moment où il crée le parc des Bois, il introduit une vision très moderne, repoussant l'horticulture classique, réhabilitant les espèces et les variétés indigènes. Un parc urbain, selon lui, peut et doit se rapprocher de la nature […]. »
Le Ruduler réduit de façon drastique l'emploi des pesticides, remplace les gazons tondus ras par des prairies de fauche là où c'est possible, réduit l'utilisation des fleurs annuelles, fragiles et devant être abondamment arrosées, pour leur préférer des vivaces rustiques.
Néanmoins, les paysagistes d'Haussmann, et parmi eux Édouard André (dans son Traité général de la composition des parcs et jardins, en 1879), soutiennent les mêmes idées. Ce dernier pense que les végétaux exotiques doivent être utilisés avec parcimonie, réservés aux espaces les plus sophistiqués et prestigieux, près des bâtiments par exemple, mais que les espèces indigènes, bien adaptées à leurs milieux, sont bien mieux indiquées pour l'utilisation courante. C'est la « gestion différenciée » avant l'heure. On trouve dans cet ouvrage des planches et des listes de végétaux dignes de celles de Gilles Clément. En outre, à cette époque, l'usage de la tondeuse récemment inventée est très restreint, la plupart des surfaces de pelouses étant en fait des prairies fauchées manuellement ou à l'aide de machines agricoles.

## Écologie urbaine
La toile de fond des démarches entreprises dans les espaces verts urbains résulte de la montée des préoccupations écologiques à partir des années 1970 en France et dans le monde. En 1976, la France vote une loi sur la protection de la nature, suivie d'une loi instituant les espaces naturels sensibles. Des réserves naturelles se développent, ainsi que des conservatoires d'espaces naturels, autant de lieux où s'expérimentent des formes de « gestion de la nature » qui réinventent un rapport à celle-ci, perdu avec l'agriculture industrielle, mais sans doute même avant.
La ville, qui s'était toujours inscrite en rupture avec la campagne, inaugure elle aussi un nouveau rapport à la nature. C'est une préoccupation nouvelle au tournant des années 1980 pour des villes comme Strasbourg en France ou Fribourg en Allemagne qui commencent à parler de faire de l'écologie urbaine en pensant la place de la nature en ville ou dans sa proximité immédiate.
La préoccupation de l'éducation à l'environnement intègre cette idée : il ne suffit pas d'emmener les jeunes urbains en classes vertes à la campagne pour leur faire découvrir une nature préservée, mais il faut leur montrer la nature chez eux, en ville, comme un élément de leur cadre de vie, au fil des saisons et des rythmes de la nature dont ils n'ont parfois qu'une idée très approximative.
Graduellement, cette notion d'écologie urbaine intègre des idées nouvelles, allant de la biodiversité, de la question des pollutions, en particulier celle de l'air, à la définition de nouvelles façons d'envisager l'urbanisme : la gestion de l'eau en particulier ou celle des déplacements urbains.
Les espaces verts y jouent un rôle avec les idées de trames vertes, à la fois réseaux de corridors biologiques et de circulations « douces », soit à pieds ou à vélo.
Ils intègrent des fonctions tombées en désuétude dès le XIXe siècle, comme l'infiltration de l'eau des pluies ou la rétention des zones humides (instaurées peut-être pour assainir la ville et éviter des maladies). L'imperméabilisation des sols en ville constitue un véritable fléau au regard des problèmes d'inondations qui s'ensuivent en aval (rejet des eaux aux égouts et des égouts aux rivières avec une accélération majeure des flux lors des orages).
Enfin, c'est dans les nouveaux espaces péri-urbains, soit les extensions de la ville sur sa périphérie, que se développent de nouvelles façons de concevoir les espaces verts qui empruntent alors à la fois à l'agriculture, à la forêt et aux espaces naturels leurs modes de gestion spécifiques et définissent ainsi la nature de ces nouveaux espaces dits « de nature ».

## Gestions
Différentes idées s'opposent sur la gestion des espaces verts (différenciée, harmonique, raisonnable, écologique…). Elles sont peu compréhensibles par le grand public car peu évocatrices et à connotation plutôt technique. 

### La gestion différenciée
Terme premièrement utilisé à Rennes, il s'est imposé plus que les autres mais correspond finalement à une conception aujourd'hui un peu restrictive qui a pu justifier l'emploi d'autres termes tels que la « gestion harmonique », plus large dans son objet.
À la base, l'idée de gestion différenciée consiste en l'application de niveaux de gestion différents selon les lieux dans la ville, ou selon les parties d'un espace vert considéré. Elle a également des objectifs économiques (faire face à la gestion de surfaces plus importantes avec un nombre plus important de jardiniers) et des objectifs écologiques. Plus récemment, elle a pris des formes qui se veulent plus ambitieuses (avec pour exemple par les activités de la Mission gestion différenciée de la Région Nord portée par l'association Nord Nature Chico Mendès en partenariat avec le conseil régional).
La ville de Paris également a mis en œuvre des plans de gestion différenciée dans ses espaces verts. Ils définissent par exemple des hauteurs et périodicité de coupe pour les pelouses, les prairies, des façons de tailler les arbustes et autres.